# Elasmus maderae
Elasmus maderae är en stekelart som beskrevs av Graham 1976. Elasmus maderae ingår i släktet Elasmus och familjen finglanssteklar.
Artens utbredningsområde är Madeira. Inga underarter finns listade i Catalogue of Life.